# Punctozotroctes chemsaki
Punctozotroctes chemsaki là một loài bọ cánh cứng trong họ Cerambycidae.